# Лімацела степова
Лімаце́ла степова́ (Limacella steppicola) — гриб роду лімацела (Limacella) родини мухоморові (Amanitaceae). Ендемік заповідника «Хомутовський степ». Можливість вживання в їжу цього гриба невідома.

## Морфологія
Шапка діаметром 3—8 см, товста, напівкуляста, пізніше опукло-розпростерта, з підігнутим краєм. Поверхня сильно слизова, гола або з притиснутими дрібними лусочками, буро- або коричнево-пурпурового кольору, у молодих грибів може бути бурувато-рожевим, з віком не вицвітає. Край шапки світліший за середину. Слиз темно-червоний, змивається водою.
М'якуш білуватий, на зрізі набуває рожевого забарвлення, має сильний борошняний запах.
Гіменофор пластинчастий, пластинки з коларіумом, білуваті або кремові, при висушуванні злегка темніють. Є пластиночки.
Ніжка центральна або ексцентрична, циліндрична, розмірами 2—6 × 1,2—2 см, основа бульбовидно-розширена (до 3,5 см). Може утворюватися підземне кореневидне потовщення, що стає, з віком щільним, в центрі ніжки є невелика порожнина. Забарвлення вище кільця рожеве, нижче — має колір шапки.
Залишки покривал: піхва відсутня, кільце розташоване приблизно посередині ніжки, хвилясте, вузьке, зверху і по краях білувате, знизу кольору шапки.
Споровий відбиток білуватий з кремовим відтінком.
Мікроскопічні ознаки:
Спори овальні, 5—9 × 4,5—5 мкм, гладенькі, з кремуватим відтінком, без пори проростання, містять флуоресціюючу краплину.
Базидії булавоподібні, безбарвні, тонкостінні, чотириспорові, розмірами 25—59 × 7—10 мкм.
Трама пластинок спочатку білатеральна, пізніше стає неправильною, складається з гіф діаметром 4—8 мкм.

## Екологія та розповсюдження
Гумусовий сапротроф, росте у відкритому цілинному злаково-луговому степу.
Ендемік України. Зустрічається дуже рідко в Донецькій області, у заповіднику «Хомутовський степ».

## Охоронний статус
Лімацела степова занесена до Червоної книги України.
Категорія виду: недостатньо відомий.